# Leptolaimus donsi
Leptolaimus donsi is een rondwormensoort. De wetenschappelijke naam van de soort is voor het eerst geldig gepubliceerd in 1947 door Allgén.